# Неэмело, Тармо
Та́рмо Не́эмело (эст. Tarmo Neemelo; 10 февраля 1982, Пайде, Эстонская ССР, СССР) — эстонский футболист, нападающий. Выступал за национальную сборную Эстонии, за которую провёл 22 матча и забил 1 гол.

## Карьера
Тармо Неэмело родился в эстонском городе Пайде, начал играть в футбол в клубе «Лелле» и был замечен скаутами таллинского клуба «Левадия» — на тот момент самого сильного клуба Эстонии. Однако ему так и не удалось попасть в первую команду, и он решил перейти в «Курессааре», после чего в 2004 году он перебрался в ТФМК. В сезоне 2005 года за клуб из Таллина он забил 41 мяч в 33 играх, которые позволили ему занять 12-е место в рейтинге Золотой бутсы. В 2006 году он перебрался в Швецию в клуб «Хельсингборг», где его партнером по атаке был Хенрик Ларссон. Вскоре он на правах аренды на полгода вернулся в ТФМК, чтобы получить игровую практику. В начале 2007 он был отдан в аренду в клуб второго дивизиона «Сундсвалль». В феврале 2008 года он подписал двухлетний контракт с финским клуб «МюПа-47». С 1 января 2009 года вместе с одноклубником из Финляндии, Ээту Муиноненом, перебрался в бельгийский клуб «Зюлте-Варегем», подписав двухлетний контракт. Однако в стартовом составе выходил лишь два раза и 31 июля того же года руководители клуба по обоюдному согласию отпустили Неэмело, после чего он вернулся в «Левадию». С 2011 года выступает за «Нымме Калью».
В начале сезона 2018 года перешел в футбольный клуб «Пайде», а в конце 2019 года завершил карьеру профессионального футболиста.

## Национальная сборная
В национальной сборной Эстонии Неэмело провёл 22 игры, в которых отличился лишь один раз. Он дебютировал на международном уровне 20 апреля 2005 года в товарищеском матче против Норвегии. Свой первый и единственный гол он забил 28 мая 2006 года в товарищеском матче против Турции. Этот мяч был признан лучшим забитым мячом сборной в 2005 году по версии эстонских журналистов, и футболист получил премию Silverball.

### Голы за сборную
| Дата        | Место               | Соперник | Гол | Результат | Статус встречи    |
| ----------- | ------------------- | -------- | --- | --------- | ----------------- |
| 28 мая 2006 | Миллернтор, Гамбург | Турция   | 1:1 | 1:1       | Товарищеский матч |